# ۱،۲-دیوکستاندیون
۱،۲-دیوکستاندیون (به انگلیسی: 1,2-Dioxetanedione) یا پراکسی اسید استر، یک اکسید ناپایدار از کربن با فرمول C2O4 است که در شرایط عادی به دو مولکول کربن دی‌اکسید تجزیه می‌شود. این ترکیب، حدواسط دسته‌ای از واکنش‌های نورتابی شیمیایی است.